# Province de Loreto
La province de Loreto (en espagnol : Provincia de Loreto) est l'une des sept provinces de la région de Loreto, dans le nord du Pérou. Son chef-lieu est la ville de Nauta.

## Géographie
La province couvre une superficie de sur 67 434,12 km2. Elle est limitée au nord par l'Équateur, à l'est par la province de Maynas, au sud par la province de Requena, la province d'Ucayali et la région de San Martín et à l'ouest par la province de Datem del Marañón et la province d'Alto Amazonas.

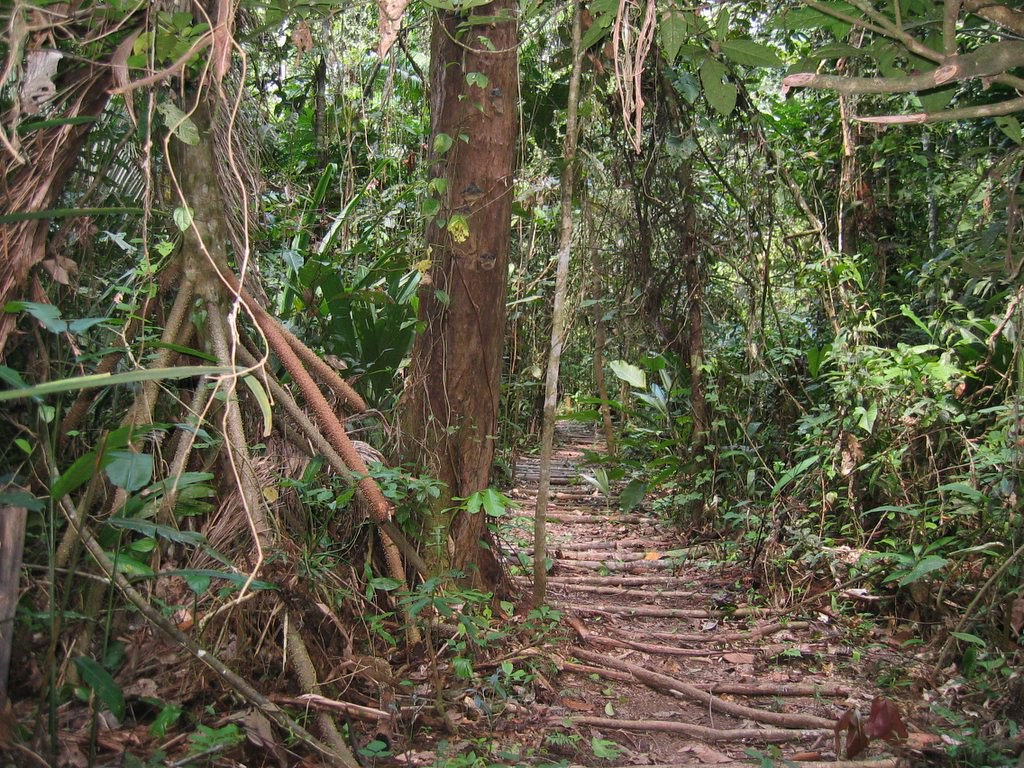
Nauta

## Population
La population de la province s'élevait à 62 165 habitants en 2007 (INEI)

## Subdivisions
La province est divisée en cinq districts :
- Nauta
- Parinari
- Tigre
- Trompeteros
- Urarinas